# King of the Road (album)
King of the Road is het zesde album van de band Fu Manchu. 

## Track listing
| nr. | titel             | duur |
| --- | ----------------- | ---- |
| 1   | Hell on Wheels    | 4:48 |
| 2   | Over the Edge     | 5:01 |
| 3   | Boogie Van        | 4:17 |
| 4   | King of the Road  | 4:03 |
| 5   | No Dice           | 3:09 |
| 6   | Blue Tile Fever   | 5:30 |
| 7   | Grasschopper      | 3:51 |
| 8   | Weird Beard       | 3:32 |
| 9   | Drive             | 3:46 |
| 10  | Hotdoggin'        | 4:52 |
| 11  | Freedom of Choice | 3:27 |

## Bandleden
- Scott Hill - zang en gitaar
- Brant Bjork  - drum
- Brad Davis - basgitaar
- Bob Balch - gitaar